# Collegio di Nottingham South
Nottingham South è un collegio elettorale inglese situato nel Nottinghamshire, nelle Midlands Orientali, e rappresentato alla Camera dei comuni del Parlamento del Regno Unito. Elegge un membro del parlamento con il sistema maggioritario a turno unico; l'attuale parlamentare è Lilian Greenwood del Partito Laburista, che rappresenta il collegio dal 2010.

## Estensione

Nottingham South dal 2010 al 2024

Nottingham South contiene almeno parti di entrambe le università della città. I campus di University Park e Jubilee dell'Università di Nottingham si trovano entrambi nel collegio, come anche il campus della Nottingham Trent University.
Il collegio confina con diversi altri seggi di Nottingham e dell'area circostante. Ad est e a sud confina con il collegio di Rushcliffe; ad ovest confina con Broxtowe e a nord con Nottingham North and Kimberley e con Nottingham East.
Il collegio copre la parte meridionale della città di Nottingham, nel Nottinghamshire.
Nel passato era costituita dalle seguenti aree:
- 1885-1918: i ward del Municipal Borough di Nottingham di Bridge, Castle, Market, Meadow, St Mary e Trent.
- 1918-1955: i ward del County Borough di Nottingham di Bridge, Castle, Meadows e Trent.
- 1955-1974: i ward del County Borough di Nottingham di Bridge, Clifton, Lenton e Trent e il distretto urbano di West Bridgford.
- 1983-2010: i ward della città di Nottingham di Abbey, Bridge, Clifton East, Clifton West, Lenton, Park, Robin Hood, Wilford e Wollaton.
- 2010-2024: i ward della città di Nottingham di Bridge, Clifton North, Clifton South, Dunkirk and Lenton, Leen Valley, Radford and Park, Wollaton East and Lenton Abbey e Wollaton West.
- dal 2024: i ward della città di Nottingham di Bilborough, Clifton East, Clifton West, Lenton & Wollaton East, Meadows, Radford e Wollaton West.[1]

## Membri del parlamento
| Elezione | Elezione                 | Deputato                 | Partito               |
| -------- | ------------------------ | ------------------------ | --------------------- |
|          | 1885                     | John Williams            | Liberale              |
|          | 1886                     | Henry Smith Wright       | Conservatore          |
| 1895     | Henry Cavendish-Bentinck |                          | Conservatore          |
|          | 1906                     | Arthur Richardson        | Liberal-Laburista     |
|          | Gen 1910                 | Henry Cavendish-Bentinck | Conservatore          |
|          | 1929                     | Holford Knight           | Laburista             |
|          | 1931                     | Holford Knight           | Nazional Laburista    |
| 1935     | Frank Markham            |                          | Nazional Laburista    |
|          | 1945                     | Norman Smith             | Laburista             |
|          | 1955                     | Denis Keegan             | Conservatore          |
| 1959     | William Clark            |                          | Conservatore          |
|          | 1966                     | George Perry             | Laburista             |
|          | 1970                     | Norman Fowler            | Conservatore          |
|          | Feb 1974                 | Collegio abolito         | Collegio abolito      |
|          | 1983                     | Collegio ri-istituito    | Collegio ri-istituito |
|          | 1983                     | Martin Brandon-Bravo     | Conservatore          |
|          | 1992                     | Alan Simpson             | Laburista             |
| 2010     | Lilian Greenwood         |                          | Laburista             |

## Elezioni

### Elezioni negli anni 2020
| Partito                    | Partito                                | Candidato                  | Risultati 4 luglio 2024 | Risultati 4 luglio 2024 |
| Partito                    | Partito                                | Candidato                  | Voti                    | %                       |
| -------------------------- | -------------------------------------- | -------------------------- | ----------------------- | ----------------------- |
|                            | Laburista                              | Lilian Greenwood           | 15 579                  | 47,38                   |
|                            | Conservatore                           | Zarmeena Quraishi          | 5 285                   | 16,07                   |
|                            | Reform UK                              | Mykel Hedge                | 4 936                   | 15,01                   |
|                            | Verdi                                  | Cath Sutherland            | 2 923                   | 8,89                    |
|                            | Lib Dem                                | Christina Morgan-Danvers   | 2 059                   | 6,26                    |
|                            | Workers                                | Paras Ghazni               | 1 496                   | 4,55                    |
|                            | Indipendente                           | Shaghofta Akhtar           | 449                     | 1,37                    |
|                            | Indipendente                           | Mohammed Sayeed            | 152                     | 0,46                    |
|                            |                                        |                            |                         |                         |
| Iscritti                   | Iscritti                               | Iscritti                   | 64 255                  | 100,00                  |
| ↳ Votanti (% su iscritti)  | ↳ Votanti (% su iscritti)              | ↳ Votanti (% su iscritti)  | 32 879                  | 51,17                   |
| ↳ Astenuti (% su iscritti) | ↳ Astenuti (% su iscritti)             | ↳ Astenuti (% su iscritti) | 31 376                  | 48,83                   |
|                            |                                        |                            |                         |                         |
|                            | Esito: collegio confermato a Laburista |                            |                         |                         |

### Elezioni negli anni 2010
| Partito                    | Partito                                | Candidato                  | Risultati 12 dicembre 2019 | Risultati 12 dicembre 2019 |
| Partito                    | Partito                                | Candidato                  | Voti                       | %                          |
| -------------------------- | -------------------------------------- | -------------------------- | -------------------------- | -------------------------- |
|                            | Laburista                              | Lilian Greenwood           | 26 586                     | 55,23                      |
|                            | Conservatore                           | Marc Nykolyszyn            | 14 018                     | 29,12                      |
|                            | Lib Dem                                | Barry Holliday             | 3 935                      | 8,18                       |
|                            | Brexit                                 | John Lawson                | 2 012                      | 4,18                       |
|                            | Verdi                                  | Cath Sutherland            | 1 583                      | 3,29                       |
|                            |                                        |                            |                            |                            |
| Iscritti                   | Iscritti                               | Iscritti                   | 79 485                     | 100,00                     |
| ↳ Votanti (% su iscritti)  | ↳ Votanti (% su iscritti)              | ↳ Votanti (% su iscritti)  | 48 134                     | 60,56                      |
| ↳ Astenuti (% su iscritti) | ↳ Astenuti (% su iscritti)             | ↳ Astenuti (% su iscritti) | 31 351                     | 39,44                      |
|                            |                                        |                            |                            |                            |
|                            | Esito: collegio confermato a Laburista |                            |                            |                            |

| Partito                    | Partito                                | Candidato                  | Risultati 8 giugno 2017 | Risultati 8 giugno 2017 |
| Partito                    | Partito                                | Candidato                  | Voti                    | %                       |
| -------------------------- | -------------------------------------- | -------------------------- | ----------------------- | ----------------------- |
|                            | Laburista                              | Lilian Greenwood           | 30 013                  | 62,36                   |
|                            | Conservatore                           | Jane Hunt                  | 14 851                  | 30,86                   |
|                            | Lib Dem                                | Tony Sutton                | 1 564                   | 3,25                    |
|                            | UKIP                                   | David Hollas               | 1 103                   | 2,29                    |
|                            | Verdi                                  | Adam McGregor              | 598                     | 1,24                    |
|                            |                                        |                            |                         |                         |
| Iscritti                   | Iscritti                               | Iscritti                   | 71 196                  | 100,00                  |
| ↳ Votanti (% su iscritti)  | ↳ Votanti (% su iscritti)              | ↳ Votanti (% su iscritti)  | 48 129                  | 67,60                   |
| ↳ Astenuti (% su iscritti) | ↳ Astenuti (% su iscritti)             | ↳ Astenuti (% su iscritti) | 23 067                  | 32,40                   |
|                            |                                        |                            |                         |                         |
|                            | Esito: collegio confermato a Laburista |                            |                         |                         |

| Partito                    | Partito                                | Candidato                  | Risultati 7 maggio 2015 | Risultati 7 maggio 2015 |
| Partito                    | Partito                                | Candidato                  | Voti                    | %                       |
| -------------------------- | -------------------------------------- | -------------------------- | ----------------------- | ----------------------- |
|                            | Laburista                              | Lilian Greenwood           | 20 697                  | 47,62                   |
|                            | Conservatore                           | Jane Hunt                  | 13 761                  | 31,66                   |
|                            | UKIP                                   | David Hollas               | 4 900                   | 11,27                   |
|                            | Verdi                                  | Adam McGregor              | 2 345                   | 5,40                    |
|                            | Lib Dem                                | Deborah Newton-Cook        | 1 532                   | 3,52                    |
|                            | TUSC                                   | Andrew Clayworth           | 230                     | 0,53                    |
|                            |                                        |                            |                         |                         |
| Iscritti                   | Iscritti                               | Iscritti                   | 68 992                  | 100,00                  |
| ↳ Votanti (% su iscritti)  | ↳ Votanti (% su iscritti)              | ↳ Votanti (% su iscritti)  | 43 465                  | 63,00                   |
| ↳ Astenuti (% su iscritti) | ↳ Astenuti (% su iscritti)             | ↳ Astenuti (% su iscritti) | 25 527                  | 37,00                   |
|                            |                                        |                            |                         |                         |
|                            | Esito: collegio confermato a Laburista |                            |                         |                         |

| Partito                    | Partito                                | Candidato                  | Risultati 6 maggio 2010 | Risultati 6 maggio 2010 |
| Partito                    | Partito                                | Candidato                  | Voti                    | %                       |
| -------------------------- | -------------------------------------- | -------------------------- | ----------------------- | ----------------------- |
|                            | Laburista                              | Lilian Greenwood           | 15 209                  | 37,29                   |
|                            | Conservatore                           | Rowena Holland             | 13 437                  | 32,94                   |
|                            | Lib Dem                                | Tony Sutton                | 9 406                   | 23,06                   |
|                            | BNP                                    | Tony Woodward              | 1 140                   | 2,79                    |
|                            | UKIP                                   | Ken Browne                 | 967                     | 2,37                    |
|                            | Verdi                                  | Matthew Butcher            | 630                     | 1,54                    |
|                            |                                        |                            |                         |                         |
| Iscritti                   | Iscritti                               | Iscritti                   | 67 419                  | 100,00                  |
| ↳ Votanti (% su iscritti)  | ↳ Votanti (% su iscritti)              | ↳ Votanti (% su iscritti)  | 40 789                  | 60,50                   |
| ↳ Astenuti (% su iscritti) | ↳ Astenuti (% su iscritti)             | ↳ Astenuti (% su iscritti) | 26 630                  | 39,50                   |
|                            |                                        |                            |                         |                         |
|                            | Esito: collegio confermato a Laburista |                            |                         |                         |

### Elezioni negli anni 2000
| Partito                    | Partito                                | Candidato                  | Risultati 5 maggio 2005 | Risultati 5 maggio 2005 |
| Partito                    | Partito                                | Candidato                  | Voti                    | %                       |
| -------------------------- | -------------------------------------- | -------------------------- | ----------------------- | ----------------------- |
|                            | Laburista                              | Alan Simpson               | 16 506                  | 47,38                   |
|                            | Conservatore                           | Sudesh Mattu               | 9 020                   | 25,89                   |
|                            | Lib Dem                                | Tony Sutton                | 7 961                   | 22,85                   |
|                            | UKIP                                   | Ken Browne                 | 1 353                   | 3,88                    |
|                            |                                        |                            |                         |                         |
| Iscritti                   | Iscritti                               | Iscritti                   | 68 853                  | 100,00                  |
| ↳ Votanti (% su iscritti)  | ↳ Votanti (% su iscritti)              | ↳ Votanti (% su iscritti)  | 34 840                  | 50,60                   |
| ↳ Astenuti (% su iscritti) | ↳ Astenuti (% su iscritti)             | ↳ Astenuti (% su iscritti) | 34 013                  | 49,40                   |
|                            |                                        |                            |                         |                         |
|                            | Esito: collegio confermato a Laburista |                            |                         |                         |

| Partito                    | Partito                                | Candidato                  | Risultati 7 giugno 2001 | Risultati 7 giugno 2001 |
| Partito                    | Partito                                | Candidato                  | Voti                    | %                       |
| -------------------------- | -------------------------------------- | -------------------------- | ----------------------- | ----------------------- |
|                            | Laburista                              | Alan Simpson               | 19 949                  | 54,50                   |
|                            | Conservatore                           | Wendy Manning              | 9 960                   | 27,21                   |
|                            | Lib Dem                                | Kevin Mulloy               | 6 064                   | 16,57                   |
|                            | UKIP                                   | David Bartrop              | 632                     | 1,73                    |
|                            |                                        |                            |                         |                         |
| Iscritti                   | Iscritti                               | Iscritti                   | 73 063                  | 100,00                  |
| ↳ Votanti (% su iscritti)  | ↳ Votanti (% su iscritti)              | ↳ Votanti (% su iscritti)  | 36 605                  | 50,10                   |
| ↳ Astenuti (% su iscritti) | ↳ Astenuti (% su iscritti)             | ↳ Astenuti (% su iscritti) | 36 458                  | 49,90                   |
|                            |                                        |                            |                         |                         |
|                            | Esito: collegio confermato a Laburista |                            |                         |                         |

## Risultati dei referendum

### Referendum sulla permanenza del Regno Unito nell'Unione europea del 2016
|             | Collegio         | Lasciare UE % | Rimanere in UE % |
| ----------- | ---------------- | ------------- | ---------------- |
|             | Nottingham South | 46,5%         | 53,5%            |
|             | Inghilterra      | 53,3%         | 46,7%            |
| Regno Unito | 51,9%            | 48,1%         |                  |